# Sarn Gynfelyn

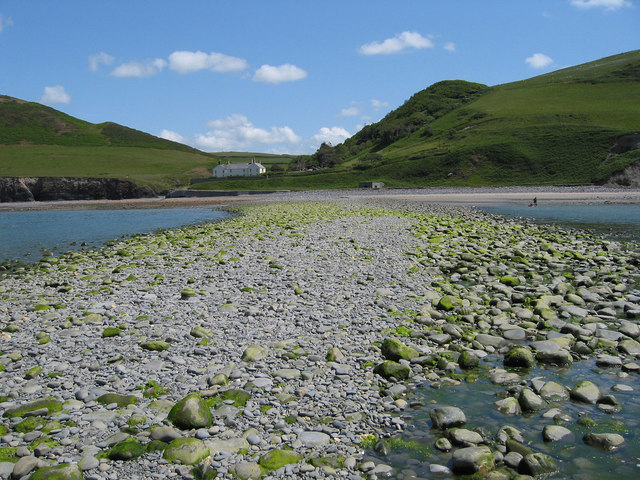
Blick auf Sarn Gynfelyn in Richtung Wallog.

Sarn Gynfelyn ist eine Schotter-Nehrung (spit) an der Küste der Cardigan Bay, im County  Ceredigion, Wales, im Vereinigten Königreich. Die Landmarke befindet sich bei Wallog, wenige Kilometer nördlich von Llangorwen, und in der Nähe von Clarach Bay, südlich von Borth, sowie nördlich der Stadt Aberystwyth.
Vergleichbare Landformen, so genannte sarnau, gibt es an mehreren Stellen der Cardigan Bay, beispielsweise Sarn Badrig und Sarn y Bwch. Man geht davon aus, dass es sich um Moränen-Bänke aus einer der letzten Kaltzeiten, aus den oberen Meeresschichten unterhalb der Gezeitenlinie, handelt.

## Legenden

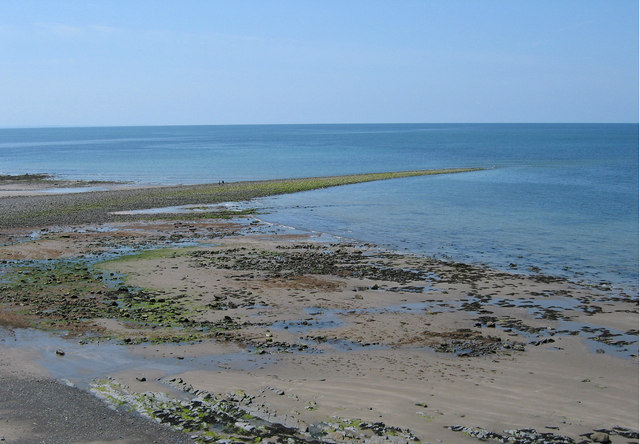
Das Sarn bei Ebbe.

Diese auffälligen Schotterbänke erinnern an menschengemachte Dämme und sind seit Jahrhunderte Gegenstand von Legenden um Cantre'r Gwaelod, ein legendäres versunkenes Königreich, welches in den Wassern der Cardigan Bay untergegangen sein soll. Laut der Legende war Sarn Gynfelyn einer der Dämme, die zu dem verlorenen Land geführt haben.
2006 besuchte im Rahmen der BBC-Dokumentation Coast der Moderator Neil Oliver Sarn Gynfelyn um die Legende um Cantre'r Gwaelod zu präsentieren. In der Sendung wurden auch die versunkenen Wälder bei Ynyslas, ca. 5 mi nördlich von Sarn Gynfelyn, vorgestellt.